# Гијанкур
Гијанкур (фр. Guyancourt) град је у Француској, у департману Ивлен.
По подацима из 1999. године број становника у месту је био 25.079.

## Демографија
| 1962. | 1968. | 1975. | 1982.  | 1990.  | 1999.  | 2011.  |
| ----- | ----- | ----- | ------ | ------ | ------ | ------ |
| 1.244 | 1.493 | 3.450 | 10.983 | 18.307 | 25.079 | 28.245 |

## Градови побратими
- Лилинхтов
- Пегниц